# Еректильна тканина
Еректильна тканина — тканина в організмі з численними судинними порожнинами або печериста тканина, яка може наповнюватися кров’ю. Проте тканина, яка не має еректильної тканини повністю або частково (така як малі статеві губи, переддень, піхва та уретра), також може бути описана як така, що насичена кров’ю, часто у зв'язку з сексуальним збудженням.

## У статевих органах

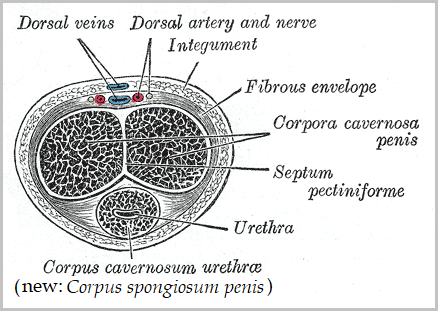
Поперечний переріз на якому показано два печеристих тіла у верхній частині статевого члена та губчасте тіло, що оточує уретру у нижній

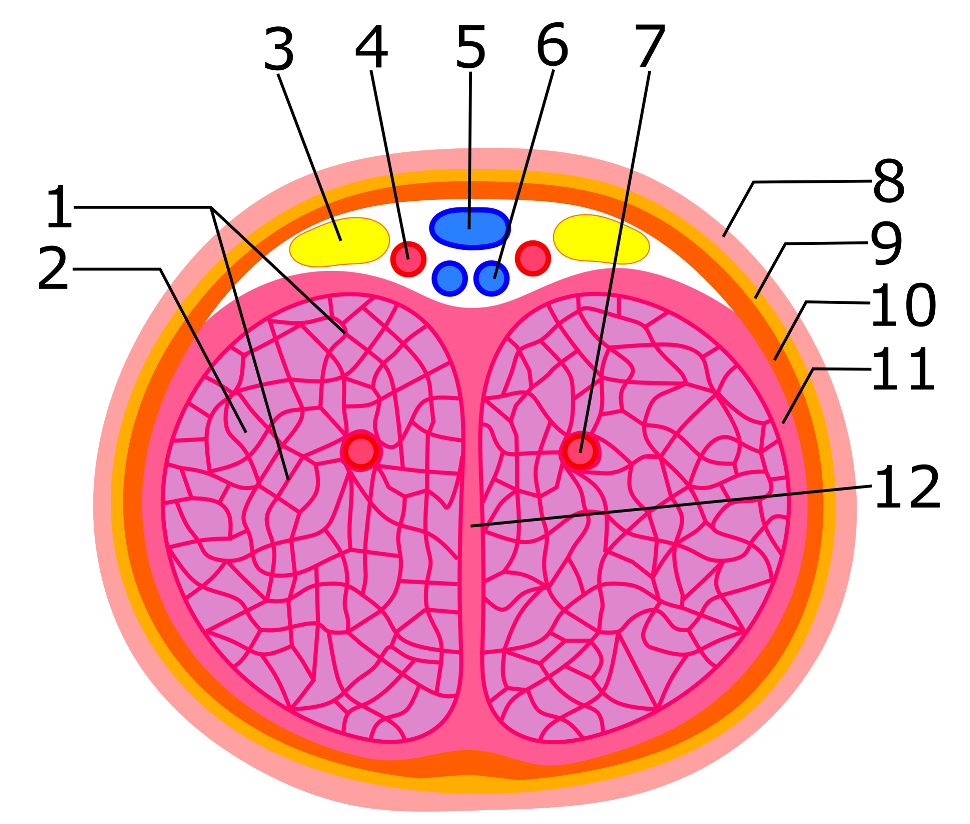
Поперечний переріз на якому видно два печеристих тіла клітора

Еректильна тканина присутня в зовнішніх статевих органах, наприклад у вигляді печеристих тіл статевого члена та їх гомологів у кліторі, які також називають печеристими тілами. Під час ерекції статевого члена або клітора печеристі тіла наповнюються артеріальною кров’ю, цей процес називається тумесценцією. Цей процес може бути результатом будь-якого з різноманітних фізіологічних подразників, які можуть бути внутрішніми чи зовнішніми. Цей процес стимуляції, викликаний внутрішніми або зовнішніми стимулами, також відомий як сексуальне збудження. Губчасте тіло — одинарна трубчаста структура, розташована під печеристими тілами у чоловіків. Вона також може трохи насичуватися кров’ю, але менше, ніж печеристі тіла.

## У носі
Еректильна тканина присутня в передній частині носової перегородки і прикріплена до раковин носа. Носовий цикл відбувається, коли еректильна тканина на одній стороні носа набухає, а на іншій стороні звілбнюється. Цей процес контролюється вегетативною нервовою системою; парасимпатичне домінування, пов’язане із набуханням, а симпатичне — із звільненням. Тривалість одного циклу може сильно відрізнятися в різних індивідів; у 2016 році науковці зафіксували діапазони між 15 хвилинами та 10,35 годин, хоча середнє значення було зазначено як 2,15 ± 1,84 години.

## Інші види
Еректильна тканина також міститься в губці сечівника та губці промежини. Ерекція сосків відбувається не за рахунок еректильної тканини, а за рахунок скорочення гладкої мускулатури, контрольованою вегетативною нервовою системою.